# Joseph Jackson (Drehbuchautor)
Joseph Jackson (* 8. Juni 1894 in Winchester, Kentucky; † 26. Mai 1932 in Laguna Beach, Kalifornien) war ein US-amerikanischer Drehbuchautor.

## Leben
Jackson begann Mitte der 1920er Jahre als Drehbuchautor für die Filmwirtschaft Hollywoods zu arbeiten und schrieb nach Afraid to Love (1927) bis zu seinem Tode fünf Jahre später die Vorlagen sowie Drehbücher für über 50 Filme, wie bspw. für Filme wie "Leichtes Geld" (1931, Originaltitel: Smart Money), "Ein ausgefuchster Gauner" (1932, Originaltitel: High Pressure) oder "Reise ohne Wiederkehr" (1932, Originaltitel: One Way Passage).
Bei der Oscarverleihung 1931 war er zusammen mit Lucien Hubbard für den Oscar für die beste Originalgeschichte für Leichtes Geld nominiert.
Jackson war bis zu seinem Tod mit der Filmschauspielerin Ethel Shannon verheiratet, die 1923 eine der WAMPAS Baby Stars wurde, und hatte mit dieser einen gemeinsamen Sohn.

## Filmografie (Auswahl)
- 1928: Die Bankräuber von New York (Tenderloin)
- 1932: Ein ausgefuchster Gauner (High Pressure)